# Recensământul populației din districtul federal Crimeea (2014)
Recensământul populației din 2014 din districtul federal Crimeea (în rusă Перепись населения в Крымском федеральном округе) a fost organizat de Federația Rusă în perioada 14-25 octombrie 2014. Recensământul respectiv este prima acțiune de acest tip a Federației Ruse pe teritoriul peninsulei Crimeea după alipirea/anexarea acesteia la Federația Rusă în primăvara anului 2014. Bugetul recensământului constituie 387 de milioane de ruble. Banii au fost alocați din bugetul federal al Rusiei. Rezultatele au arătat că în perioada 2001—2014, între două recensăminte, populația Republicii Crimeea s-a redus cu 135 mii de persoane sau 6,7 %, în timp ce populația orașului de importanță federală Sevastopol, din contra, a crescut cu 18 mii sau 4,8 %.

## Rezultate
Rezultatele preliminare ale recensământului au fost făcute publice pe 16 decembrie 2014.
În august 2015 au fost făcute totalurile în profil teritorial: numărul și distribuția populației, caracteristicile sale demografice, socio-economice și etno-lingvistice, condițiile de trai, numărul și componența familiilor. Rezultatele complete și definitive sunt așteptate a fi publicate până la finele anului 2015, pe site-ul oficial al RosStat.
Rezultatele finale pentru 10 din 11 secțiuni ale recensământulului au fost publicate în august 2015. Astfel, pe teritoriul districtului federal Crimeea numărul populației permanente este de 2.284.769 persoane, dintre care în Republica Crimeea sunt 1.891.465 persoane (82,8 %), iar în orașul de importanță federală Sevastopol — 393.304 persoane (17,2 %).
| Categorie de populație                                                              | Total DFC | dintre care | dintre care | Total RC | dintre care | dintre care | Total Sevastopol | dintre care | dintre care |
| Categorie de populație                                                              | Total DFC | bărbați     | femei       | Total RC | bărbați     | femei       | Total Sevastopol | bărbați     | femei       |
| ----------------------------------------------------------------------------------- | --------- | ----------- | ----------- | -------- | ----------- | ----------- | ---------------- | ----------- | ----------- |
| În total                                                                            | 2293693   | 1054515     | 1239158     | 1898946  | 872136      | 1026810     | 394727           | 182379      | 212348      |
| dintre care:                                                                        |           |             |             |          |             |             |                  |             |             |
| populație permanentă                                                                | 2284769   | 1050314     | 1234455     | 1891465  | 868579      | 1022886     | 393304           | 181735      | 211569      |
| persoane care temporar se află pe teritoriu, dar locuiesc permanent în afara Rusiei | 8904      | 4201        | 4703        | 7481     | 3557        | 3924        | 1423             | 644         | 779         |

|                                          | În total | dintre care | dintre care | dintre care | dintre care |
| urbană                                   | În total | %           | rurală      | %           |             |
| ---------------------------------------- | -------- | ----------- | ----------- | ----------- | ----------- |
| Republica Crimeea                        | 1891465  | 959916      | 50,7        | 931549      | 49,3        |
| Orașul de importanță federală Sevastopol | 393304   | 363134      | 92,3        | 30170       | 7,7         |
| Districtul federal Crimeea               | 2284769  | 1323050     | 57,9        | 961719      | 42,1        |

În cadrul recensământului, în Republica Crimeea a fost constatat un număr de 11 localități fără populație: în raioanele Djankoi, Kirov, Krasnogvardeisk, Pervomaisk, Sakî, iar în raioanele Bahcisarai și Sovetsk sunt câte 2 astfel de localități.

## Componența etnică

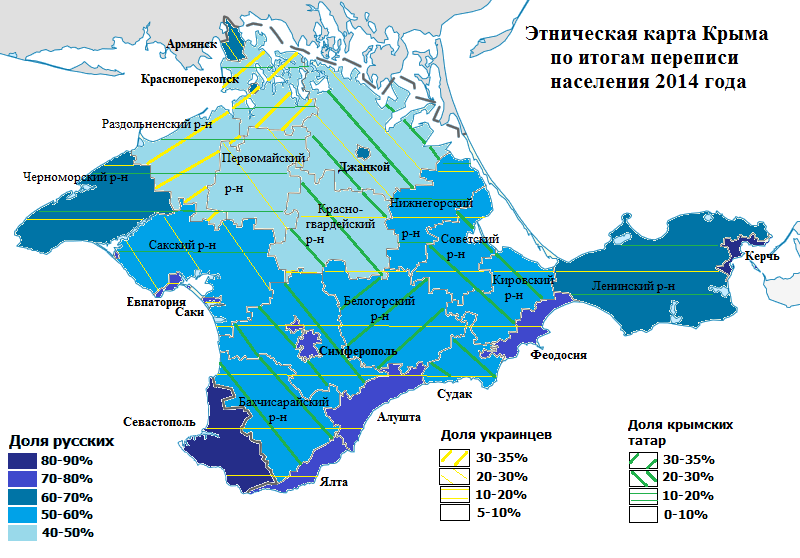
Componența etnică a DFC conform recensământului din 2014

Primele date referitoare la componența etnică și lingvistică a populației peninsulei au apărut în mai 2015, iar date mai complete — în august 2015. În legătură cu libertatea de autoidentificare, au fost constatate noi tipuri de populație, printre care „ruso-tătari” și „elfi de pădure” (o familie), iar printre locurile de naștere ale populației a fost indicat și „Titanic”. 104 persoane au indicat că sunt de naționalitate „slavă”, 270 — „hinduși”, 22 — „musulmani”, și câte 2 „ortodocși” și „creștini”. Unele persoane, în câmpul naționalitate, în loc de etnie (care era așteptată) au indicat cetățenia țării, cum ar fi Rusia, Belarus, Ucraina, iar 8 persoane au indicat chiar URSS (stat care nu mai există din 1991). De asemenea, în câmpul naționalitate au fost indicate și asemenea valori ca: „arian”, „novorus”, „simplu om”, „marțian”, „cetățean al lumii”, și chiar unele valori cu semnificație mitologico-fictivă ca: „hobbit”, „elfi”, „goblini”, „orci”, „teutoni”, „huni”, „sarmați”. La final toate aceste date au fost trecute însumat în câmpul „Altele”.
Evoluția structurii etnice între recensăminte:
|                 | Persoane, 1989 | Raportat la totalul etniilor declarate % 1989 | Persoane, 2001 | Raportat la totalul etniilor declarate % 2001 | Persoane, 2014 | Raportat la totalul etniilor declarate % 2014 |
| --------------- | -------------- | --------------------------------------------- | -------------- | --------------------------------------------- | -------------- | --------------------------------------------- |
| Ruși            | 1629542        | 67,05                                         | 1450394        | 60,67                                         | 1492078        | 67,90                                         |
| Ucraineni       | 625919         | 25,75                                         | 576647         | 24,12                                         | 344515         | 15,68                                         |
| Tătari crimeeni | 38365          | 1,58                                          | 245291         | 10,26                                         | 232340         | 10,57                                         |
| Tătari          | 10762          | 0,44                                          | 13602          | 0,57                                          | 44996          | 2,05                                          |
| Bieloruși       | 50054          | 2,06                                          | 35157          | 1,47                                          | 21694          | 0,99                                          |
| Armeni          | 2794           | 0,11                                          | 10088          | 0,42                                          | 11030          | 0,50                                          |
| Altele          | 73059          | 3,01                                          | 70030          | 2,93                                          | 50911          | 2,32                                          |
| Au declarat     | 2430495        | 100,00                                        | 2390319        | 100                                           | 2197564        | 100,00                                        |
| Nu au declarat  | 0              |                                               | 10890          |                                               | 87205          |                                               |
| În total:       | 2430495        |                                               | 2401209        |                                               | 2284769        |                                               |

Structura etnică conform datelor recensământului:
| Etnie           | DF Crimeea | %       | Republica Crimeea | %       | or. Sevastopol | %       |
| --------------- | ---------- | ------- | ----------------- | ------- | -------------- | ------- |
| Ruși            | 1492078    | 67,90%  | 1188978           | 65,20%  | 303100         | 81,07%  |
| Ucraineni       | 344515     | 15,68%  | 291603            | 15,99%  | 52912          | 14,15%  |
| Tătari crimeeni | 232340     | 10,57%  | 229526            | 12,59%  | 2814           | 0,75%   |
| Tătari          | 44996      | 2,05%   | 42254             | 2,32%   | 2742           | 0,73%   |
| Bieloruși       | 21694      | 0,99%   | 17919             | 0,98%   | 3775           | 1,01%   |
| Armeni          | 11030      | 0,50%   | 9634              | 0,53%   | 1396           | 0,37%   |
| Azeri           | 4432       | 0,20%   | 3738              | 0,20%   | 694            | 0,19%   |
| Uzbeci          | 3466       | 0,16%   | 3265              | 0,18%   | 201            | 0,05%   |
| Moldoveni       | 3147       | 0,14%   | 2573              | 0,14%   | 574            | 0,15%   |
| Evrei           | 3144       | 0,14%   | 2543              | 0,14%   | 601            | 0,16%   |
| Coreeni         | 2983       | 0,14%   | 2820              | 0,15%   | 163            | 0,04%   |
| Greci           | 2877       | 0,13%   | 2646              | 0,15%   | 231            | 0,06%   |
| Polonezi        | 2843       | 0,13%   | 2435              | 0,13%   | 408            | 0,11%   |
| Țigani          | 2388       | 0,11%   | 2381              | 0,13%   | 7              | 0,00%   |
| Ciuvași         | 1990       | 0,09%   | 1529              | 0,08%   | 461            | 0,12%   |
| Bulgari         | 1868       | 0,09%   | 1506              | 0,08%   | 362            | 0,10%   |
| Germani         | 1844       | 0,08%   | 1648              | 0,09%   | 196            | 0,05%   |
| Mordvi          | 1601       | 0,07%   | 1334              | 0,07%   | 267            | 0,07%   |
| Georgieni       | 1571       | 0,07%   | 1280              | 0,07%   | 291            | 0,08%   |
| Turci           | 1465       | 0,07%   | 1413              | 0,08%   | 52             | 0,01%   |
| Altele          | 15292      | 0,70%   | 12667             | 0,69%   | 2625           | 0,70%   |
| Au declarat     | 2197564    | 100,00% | 1823692           | 100,00% | 373872         | 100,00% |
| Nu au declarat  | 87205      | 3,82%   | 67773             | 3,58%   | 19432          | 4,94%   |
| Nu au răspuns   | 6712       | 0,29%   | 5293              | 0,28%   | 1419           | 0,36%   |
| Total populație | 2284769    | 100,00% | 1891465           | 100,00% | 393304         | 100,00% |

## Limbi
Evoluția structurei populației după limba maternă, între recensăminte:
| Limba maternă    | Procente din populație, 1989 | Procentaj, 2001 | Procentaj, 2014 |
| ---------------- | ---------------------------- | --------------- | --------------- |
| Rusa             | 82,64                        | 79,11           | 84,1            |
| Tătară crimeeană | 1,8                          | 9,63            | 7,8             |
| Tătară           | 0,08                         | 0,37            | 3,7             |
| Ucraineană       | 13,66                        | 9,55            | 3,3             |

### Limba maternă
Populația după limba maternă:
| Limba maternă                         | DF Crimeea | %       | Republica Crimeea | %       | or. Sevastopol | %       |
| ------------------------------------- | ---------- | ------- | ----------------- | ------- | -------------- | ------- |
| Rusa                                  | 1867680    | 84,16%  | 1502972           | 81,68%  | 364708         | 96,19%  |
| Tătară crimeeană                      | 173076     | 7,80%   | 171517            | 9,32%   | 1559           | 0,41%   |
| Tătară                                | 81858      | 3,69%   | 79638             | 4,33%   | 2220           | 0,59%   |
| Ucraineană                            | 72891      | 3,28%   | 64808             | 3,52%   | 8083           | 2,13%   |
| Armeană                               | 5891       | 0,27%   | 5376              | 0,29%   | 515            | 0,14%   |
| Azeră                                 | 2668       | 0,12%   | 2239              | 0,12%   | 429            | 0,11%   |
| Bielorusă                             | 1954       | 0,09%   | 1700              | 0,09%   | 254            | 0,07%   |
| Romani                                | 1598       | 0,07%   | 1595              | 0,09%   | 3              | 0,00%   |
| Turcă                                 | 1229       | 0,06%   | 1192              | 0,06%   | 37             | 0,01%   |
| Moldovenească                         | 838        | 0,04%   | 703               | 0,04%   | 135            | 0,04%   |
| Greacă                                | 450        | 0,02%   | 434               | 0,02%   | 16             | 0,00%   |
| Arabă                                 | 421        | 0,02%   | 385               | 0,02%   | 36             | 0,01%   |
| Bulgară                               | 367        | 0,02%   | 297               | 0,02%   | 70             | 0,02%   |
| Germană                               | 129        | 0,01%   | 118               | 0,01%   | 11             | 0,00%   |
| Poloneză                              | 126        | 0,01%   | 110               | 0,01%   | 16             | 0,00%   |
|                                       |            |         |                   |         |                |         |
| Karaimă                               | 36         | 0,00%   | 36                | 0,00%   | 0              | 0,00%   |
| Crimeeană                             | 8          | 0,00%   | 7                 | 0,00%   | 1              | 0,00%   |
| Altele                                | 8107       | 0,37%   | 7047              | 0,38%   | 1060           | 0,28%   |
| Au declarat limba                     | 2219327    | 100,00% | 1840174           | 100,00% | 379153         | 100,00% |
| Au declarat și limba și etnia         | 2192182    | 98,78%  | 1819434           | 98,87%  | 372748         | 98,31%  |
| Au declarat limba, nu și etnia        | 27145      | 1,22%   | 20740             | 1,13%   | 6405           | 1,69%   |
| Nu au declarat limba, dar etnia da    | 5382       | 0,24%   | 4258              | 0,23%   | 1124           | 0,29%   |
| Nu au declarat nici limba, nici etnia | 60060      | 2,63%   | 47033             | 2,49%   | 13027          | 3,31%   |
| Total                                 | 2284769    | 100,00% | 1891465           | 100,00% | 393304         | 100,00% |

### Cunoașterea limbilor
În districtul federal Crimeea limbile cunoscute de populație sunt după cum urmează: rusa — 99,8 %, ucraineana — 22 %, engleza — 7 %, tătara crimeeană — 4 %, tătara — 2 %, uzbeca — 1 %, germana — 1 %, altele — 3 %.
Cunoașterea limbilor de către populație conform datelor recensământului:
| Limba                            | DF Crimeea | %       | Republica Crimeea | %       | or. Sevastopol | %       |
| -------------------------------- | ---------- | ------- | ----------------- | ------- | -------------- | ------- |
| Rusa                             | 2215551    | 99,81%  | 1836651           | 99,79%  | 378900         | 99,86%  |
| Ucraineana                       | 482776     | 21,75%  | 411445            | 22,36%  | 71331          | 18,80%  |
| Engleza                          | 158566     | 7,14%   | 112871            | 6,13%   | 45695          | 12,04%  |
| Tătara crimeeană                 | 91569      | 4,12%   | 90869             | 4,94%   | 700            | 0,18%   |
| Tătara                           | 52405      | 2,36%   | 50680             | 2,75%   | 1725           | 0,45%   |
| Uzbeca                           | 31041      | 1,40%   | 30521             | 1,66%   | 520            | 0,14%   |
| Germana                          | 25888      | 1,17%   | 20132             | 1,09%   | 5756           | 1,52%   |
| Turca                            | 8841       | 0,40%   | 8305              | 0,45%   | 536            | 0,14%   |
| Franceza                         | 7883       | 0,36%   | 5529              | 0,30%   | 2354           | 0,62%   |
| Bielorusa                        | 5899       | 0,27%   | 4620              | 0,25%   | 1279           | 0,34%   |
| Armeana                          | 5670       | 0,26%   | 4988              | 0,27%   | 682            | 0,18%   |
| Poloneza                         | 3958       | 0,18%   | 3112              | 0,17%   | 846            | 0,22%   |
| Spaniola                         | 3027       | 0,14%   | 1726              | 0,09%   | 1301           | 0,34%   |
| Azera                            | 2830       | 0,13%   | 2320              | 0,13%   | 510            | 0,13%   |
| Italiana                         | 2550       | 0,11%   | 1831              | 0,10%   | 719            | 0,19%   |
| Moldoveneasca                    | 2121       | 0,10%   | 1682              | 0,09%   | 439            | 0,12%   |
| Tadjica                          | 1985       | 0,09%   | 1932              | 0,10%   | 53             | 0,01%   |
| Greaca                           | 1641       | 0,07%   | 1315              | 0,07%   | 326            | 0,09%   |
| Georgiana                        | 1521       | 0,07%   | 1225              | 0,07%   | 296            | 0,08%   |
| Araba                            | 1267       | 0,06%   | 1092              | 0,06%   | 175            | 0,05%   |
| Bulgara                          | 1262       | 0,06%   | 959               | 0,05%   | 303            | 0,08%   |
| Kazaha                           | 1182       | 0,05%   | 1086              | 0,06%   | 96             | 0,03%   |
| Romani                           | 1155       | 0,05%   | 1148              | 0,06%   | 7              | 0,00%   |
| Ebraica                          | 746        | 0,03%   | 592               | 0,03%   | 154            | 0,04%   |
|                                  |            |         |                   |         |                |         |
| Karaimă                          | 37         | 0,00%   | 35                | 0,00%   | 2              | 0,00%   |
| Crimeeană                        | 8          | 0,00%   | 6                 | 0,00%   | 2              | 0,00%   |
| Altele                           | 11189      | 0,50%   | 8972              | 0,49%   | 2217           | 0,58%   |
| Au declarat limba maternă        | 2219877    | 100,00% | 1840435           | 100,00% | 379442         | 100,00% |
| Nu au declarat limbile cunoscute | 64892      | 2,84%   | 51030             | 2,70%   | 13862          | 3,52%   |
| Total                            | 2284769    | 100,00% | 1891465           | 100,00% | 393304         | 100,00% |

## Cetățenie
97,5 % din respondenții care au declarat cetățenia, dețin cetățenia Federației Ruse (2,2 milioane de persoane), iar 5,7 mii dintre ei mai dețin și cetățenia altui stat. Alți 51,8 mii de locuitori ai Crimeii dețin cetățenia altui stat, 46,7 mii dintre ei având cetățenia Ucrainei. 3,4 mii de locuitori nu dețin nicio cetățenie.
Populația Crimeii după cetățenie:
| Cetățenii deținute după țară | DF Crimeea | %       | Republica Crimeea | %       | or. Sevastopol | %       |
| ---------------------------- | ---------- | ------- | ----------------- | ------- | -------------- | ------- |
| Au declarat cetățenia        | 2220113    | 100,00% | 1840535           | 100,00% | 379578         | 100,00% |
| Rusia                        | 2164890    | 97,51%  | 1797274           | 97,65%  | 367616         | 96,85%  |
| Ucraina                      | 46405      | 2,09%   | 35775             | 1,94%   | 10630          | 2,80%   |
| Uzbekistan                   | 1035       | 0,05%   | 972               | 0,05%   | 63             | 0,02%   |
| Belarus                      | 655        | 0,03%   | 465               | 0,03%   | 190            | 0,05%   |
| Armenia                      | 653        | 0,03%   | 593               | 0,03%   | 60             | 0,02%   |
| Azerbaidjan                  | 386        | 0,02%   | 312               | 0,02%   | 74             | 0,02%   |
| Republica Moldova            | 290        | 0,01%   | 212               | 0,01%   | 78             | 0,02%   |
| Kazahstan                    | 274        | 0,01%   | 180               | 0,01%   | 94             | 0,02%   |
| Georgia                      | 177        | 0,01%   | 135               | 0,01%   | 42             | 0,01%   |
| Turcia                       | 155        | 0,01%   | 136               | 0,01%   | 19             | 0,01%   |
| Kârgâzstan                   | 80         | 0,00%   | 31                | 0,00%   | 49             | 0,01%   |
| Germania                     | 62         | 0,00%   | 55                | 0,00%   | 7              | 0,00%   |
| Israel                       | 61         | 0,00%   | 53                | 0,00%   | 8              | 0,00%   |
| Tadjikistan                  | 44         | 0,00%   | 41                | 0,00%   | 3              | 0,00%   |
| Grecia                       | 31         | 0,00%   | 24                | 0,00%   | 7              | 0,00%   |
| Bulgaria                     | 29         | 0,00%   | 19                | 0,00%   | 10             | 0,00%   |
| SUA                          | 28         | 0,00%   | 20                | 0,00%   | 8              | 0,00%   |
| Turkmenistan                 | 27         | 0,00%   | 27                | 0,00%   | 0              | 0,00%   |
| Alte                         | 1431       | 0,06%   | 1277              | 0,07%   | 154            | 0,04%   |
| Dețin dublă cetățenie        | 5738       | 0,26%   | 3512              | 0,19%   | 2226           | 0,59%   |
| Total cetățeni străini       | 51823      | 2,33%   | 40327             | 2,19%   | 11496          | 3,03%   |
| Fără cetățenie               | 3400       | 0,15%   | 2934              | 0,16%   | 466            | 0,12%   |
| Total                        | 2284769    | 100,00% | 1891465           | 100,00% | 393304         | 100,00% |
| Nu au declarat cetățenia     | 64656      | 2,83%   | 50930             | 2,69%   | 13726          | 3,49%   |